# Сюйюн
Сюйю́н (кит. упр. 叙永, пиньинь Xùyǒng) — уезд городского округа Лучжоу провинции Сычуань (КНР).

## История
При империи Юань в 1288 году эти земли вошли в состав региона Юннин (永宁路). При империи Мин они были подчинены Сюйчжоуской управе (叙州府). При империи Цин был образован Сюйюнский комиссариат (叙永厅), название которого было образовано из первых иероглифов названий управы и области. В 1736 году он был поднят в статусе до непосредственно управляемого комиссариата (叙永直隶厅). В 1909 году Сюйюнский непосредственно управляемый комиссариат был преобразован в Юннинскую непосредственно управляемую область (永宁直隶州). После Синьхайской революции и образования Китайской республики область была в 1913 году преобразована в уезд Сюйюн.
В январе 1950 года был образован Специальный район Лусянь (泸县专区), и уезд вошёл в его состав. В декабре 1952 года Специальный район Лусянь был переименован в Специальный район Лучжоу (泸州专区). В августе 1960 года Специальный район Лучжоу был расформирован, входившие в его состав административные единицы были переданы в состав Специального района Ибинь (宜宾区专).
В 1970 году Специальный район Ибинь был переименован в Округ Ибинь (宜宾地区). В 1983 году город Лучжоу и уезды Лусянь, Наси и Хэцзян были выделены в отдельный городской округ Лучжоу. В 1985 году уезды Гулинь и Сюйюн были переданы из состава Округа Ибинь в состав Городского округа Лучжоу.

## Административное деление
Уезд Сюйюн делится на 14 посёлков, 6 волостей и 5 национальных волостей.